# Пачіано
Пачіано (італ. Paciano) — муніципалітет в Італії, у регіоні Умбрія, провінція Перуджа.
Пачіано розташоване на відстані близько 130 км на північ від Рима, 29 км на захід від Перуджі.
Населення — 970 осіб (2014).
Щорічний фестиваль відбувається 13 серпня. Покровитель — Santa Bonosa.

## Демографія
Населення за роками:

Станом на 1 січня 2023 року в муніципалітеті офіційно проживали 104 іноземці з 22 країн, серед них 47 громадян країн Євросоюзу та 4 громадяни України.

## Сусідні муніципалітети
- Кастільйоне-дель-Лаго
- Читта-делла-П'єве
- Панікале
- П'єгаро